# Pavel Doulík
Pavel Doulík (* 12. října 1977 Teplice) je český pedagog v oboru didaktika přírodních věd a pedagogika. V letech 2011 až 2019 děkan Pedagogické fakulty UJEP v Ústí nad Labem, v letech 2019 až 2023 prorektor celé univerzity pro vnější vztahy.

## Vzdělání
V roce 1992 nastoupil po základní škole ke čtyřletému studiu na Gymnáziu Teplice. Po maturitě v roce 1996 začal studovat na PF UJEP učitelství všeobecně vzdělávacích předmětů pro střední školy, obor biologie-chemie. Diplomovou práci psal na téma Zpracování některých kapitol učiva chemie metodou aktivní konstrukce poznatků žáka a jejich ověření. Získal titul magistr. V roce 2002 mu byl v Trnavě po absolvování rigorózní zkoušky a obhajobě rigorózní práce na téma Tvorba, ověření a optimalizace nástrojů diagnostiky vybraných prekonceptů z oblasti přírodovědných předmětů udělen titul doktor pedagogiky. V letech 2001 až 2004 byl studentem doktorského studia v oboru Teória vyučovania predmetov vseobecne vzdelavacej a odbornej povahy se specializací na teorii vyučování chemie na Pedagogické fakultě trnavské Univerzity Trnava. Titul philosophiae doctor mu byl udělen v prosinci 2004, půl roku po obhájení dizertační práce s názvem Dětská pojetí vybraných fenoménů z oblasti přírodovědného vzdělávání na základní škole. V roce 2008 začalo jeho habilitační řízení na Pedagogické fakultě Univerzity Konštantína Filozofa v Nitře v oboru pedagogika. Po vypracování habilitační práce Možnosti výzkumu a diagnostiky dětských pojetí (prekonceptů) v kontextu současných pedagogických tendencí a habilitační přednášce na téma Indivudální pojetí role učitele studenty učitelství – představy a zkušenosti mu byl 26. února 2009 udělen vědecko-pedagogický titul docent. 19. září 2018 ho slovenský prezident Andrej Kiska jmenoval profesorem v oboru pedagogika. 

## Pedagogická praxe
- 1999: výuka chemie na Střední zdravotnické a vyšší zdravotnické škole v Ústí nad Labem
- 2000: výuka přírodopisu pro 9. ročník na základní škole s rozšířeným vyučováním cizích jazyků Teplice
- 2000-dosud: výuka chemie na Gymnáziu Teplice
- 2001-dosud: Katedra pedagogiky PF UJEP Ústí nad Labem

## Funkční zařazení
- září 2001 - červen 2002: lektor katedry pedagogiky PF UJEP Ústí nad Labem
- červenec 2002 - únor 2009: odborný asistent katedry pedagogiky PF UJEP Ústí nad Labem
- únor 2009 - dosud: docent, od září 2018 profesor katedry pedagogiky PF UJEP Ústí nad Labem
- září 2001 - březen 2005: tajemník katedry pedagogiky
- duben 2005 - únor 2011: proděkan PF UJEP pro studium
- březen 2007 - únor 2011: statutární zástupce děkana PF UJEP
- březen 2011 - únor 2019: děkan PF UJEP
- březen 2019 - březen 2023: prorektor UJEP pro vnější vztahy

## Ocenění
- Nejhodnotnější kniha roku 2008 - učebnice chemie pro 8. ročník ZŠ nakladatelství FRAUS, spoluautor Jiří Škoda
- Mimořádná cena rektorky UJEP za nejhodnotnější knihu roku 2008 + ocenění primátora Ústí nad Labem
- 2009: Medaile Ministerstva školství, mládeže a tělovýchovy II. stupně za vynikající pedagogickou a publikační činnost v rámci vysokoškolského vzdělávání
- 2009: Zvláštní cena rektorky UJEP za vědeckou a výzkumnou činnost v roce 2009

## Soukromý život
V současnosti žije v severočeské Krupce. Je ženatý a se svou manželkou Monikou má dva syny (Adama a Davida).
Býval brankářem hokejbalového týmu HbC Kings Teplice.